# Jessica Backhaus

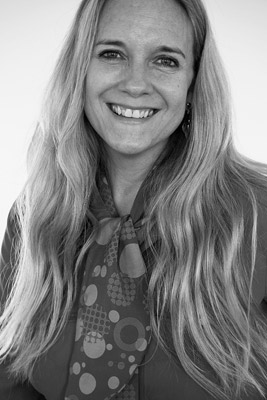
Jessica Backhaus (2015)

Jessica Backhaus (geboren 1970 in Cuxhaven) ist eine deutsch-amerikanische Fotografin. Ihre Arbeiten konzentrieren sich auf Gegenstände und Situationen des Alltags, die sie in farbstarken Fotografien dokumentiert und inszeniert.

## Leben
Backhaus wuchs in Berlin auf. Als Sechzehnjährige ging sie als Austauschschülerin nach Paris, kehrte von dort aber nicht zurück und nahm nach ihrem Abitur dort das Studium der visuellen Kommunikation auf. 1990 begann sie sich mit den Schriften und dem Werk von Gisèle Freund zu beschäftigen, zwei Jahre später lernte sie Freund bei einer Konferenz persönlich kennen. Die Frauen wurden Freundinnen und zugleich entwickelte sich Freund zu einer Mentorin für Backhaus.
1995 schloss Backhaus ihr Studium ab und zog nach New York, wo sie diversen Fotografen assistierte und eigene Projekte entwickelte. Regelmäßig reiste sie während dieser Zeit zu ihrer Mutter nach Polen und machte dort zahlreiche Fotos. Ein daraus zusammengestellter Fotoband erschien 2005 unter dem Titel Jesus and the Cherries und sorgte für ihren Durchbruch. 2008 folgte der Band What Still Remains und 2009 der Band One Day in November, den sie Gisèle Freund widmete, die acht Jahre zuvor verstorben war. 2009 kehrte Backhaus aus den USA wieder zurück nach Deutschland.

## Veröffentlichungen
- A Trilogy, Kehrer Verlag, Heidelberg, 2017
- Six Degrees of Freedom, Kehrer Verlag, Heidelberg, 2015
- Women Photographers, Boris Friedewald, Prestel, 2014
- The Photographers Sketchbook, Thames & Hudson, London, 2014
- Heimat? Osteuropa in der zeitgenössischen Fotografie, Kerber Verlag, Bielefeld, 2014
- Once, still and forever, Kehrer Verlag, Heidelberg / Berlin, 2012
- Atelier + Kitchen = Laboratories of the senses, Hatje Cantz, 2012
- One day – 10 Photographers, Kehrer Verlag, Heidelberg / Berlin, 2010
- Die Welt wird schöner mit jedem Tag, Edition, Revolver Publishing, Berlin, 2010
- I wanted to see the world, Kehrer Verlag, Heidelberg / Berlin, 2010
- One day in November, Kehrer Verlag, Heidelberg, 2008
- What Still Remains, Kehrer Verlag, Heidelberg, 2008
- XL Photography 3, Hatje Cantz Verlag, Ostfildern, 2007
- Jesus and the Cherries, Kehrer Verlag, Heidelberg, 2005

## Sammlungen
- The Museum of Fine Arts, Houston, Texas, United States
- Art Collection Deutsche Börse, Germany
- Margulies Collection, Miami, Florida, United States
- Fred and Laura Ruth Bidwell Collection, Akron, Ohio, United States
- ING Art Collection, Belgium
- Fonds National d’Art Contemporain (FNAC), France
- Artothèque de Passac, France
- Alexander Tutsek Foundation, Germany
- Art Collection, Cleveland Clinic, United States
- Private Collections, Europe and the United States

## Einzelausstellungen
- 2014 – „Once, still and forever“, Micamera, Mailand, Italien.
- 2013 – „Once, still and forever“, Stieglitz 19, Antwerpen, Belgien.
- 2013 – „Once, still and forever“, Robert Klein Gallery, Boston, USA.
- 2013 – „Classic-Contemporary“, Kunsthalle Erfurt, Erfurt, Deutschland.
- 2013 – „Once, still and forever“, Robert Morat Galerie, Hamburg, Deutschland.
- 2013 – „Once, still and forever“, Wouter van Leeuwen Gallery, Amsterdam, Niederlande.
- 2013 – „Once, still and forever“, PARIS PHOTO LA, Robert Morat Galerie booth, Los Angeles, USA.
- 2012 – “Once, still and forever”, Projektraum Knut Osper, Köln, Deutschland.
- 2012 – “One day in November” & “What still remains”, Stieglitz 19, Antwerpen, Belgien.
- 2011 – “I wanted to see the world”, Galerie Clairefontaine, Luxemburg.
- 2011 – “I wanted to see the world & New Works”, Robert Morat Galerie, Hamburg, Deutschland.
- 2010 – “I wanted to see the world” Laurence Miller Gallery, New York, USA.
- 2010 – “Die Welt wird schöner mit jedem Tag” & “All about my mother”, Europäischer Monat der Fotografie Berlin, Vice Versa Showroom, Berlin, Deutschland.
- 2009 – “Jesus and the Cherries”, “Transphotographiques 2009”, Maison de la Photographie, Lille, Frankreich.
- 2009 – “What Still Remains” & “One Day in November”, Robert Morat Galerie, Hamburg, Deutschland.
- 2009 – “What Still Remains” & “Jesus and the Cherries”, Städtische Galerie, Waldkraiburg, Deutschland.
- 2008 – “One day in November” & “What Still Remains”, Fotohof, Salzburg, Österreich.
- 2008 – “What Still Remains” & “Jesus and the Cherries”, Galerie im Schloß Borbeck, Essen, Deutschland.
- 2006 – “Jesus and the Cherries”, Month of Photography, Krakau, Polen.
- 2006 – “Jesus and the Cherries”, Kommunale Galerie, Leinwandhaus, Frankfurt, Deutschland.
- 2006 – “Jesus and the Cherries”, Yancey Richardson Gallery, New York, USA.
- 2005 – “Jesus and the Cherries”, “Lichtwiesen”, Darmstädter Tage der Fotografie, Deutschland.
- 2005 – “Jesus and the Cherries”, Kirsten Roschlaub Gallery, Triennial of Photography, Hamburg, Deutschland.

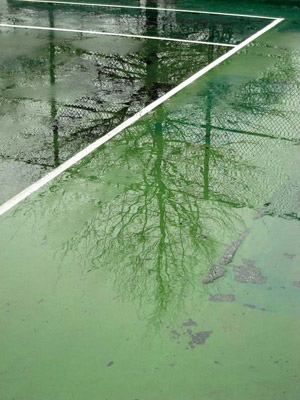
Greenpoint 2008 One Day in November
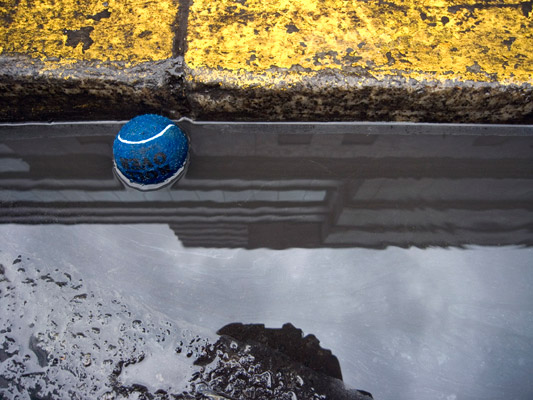
Careless 2008 What Still Remains
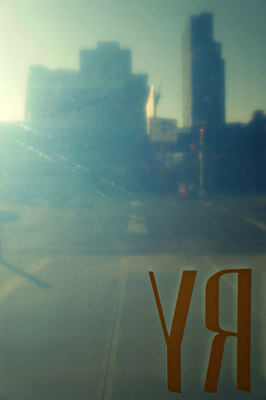
Sorry 2012 Once, Still and Forever
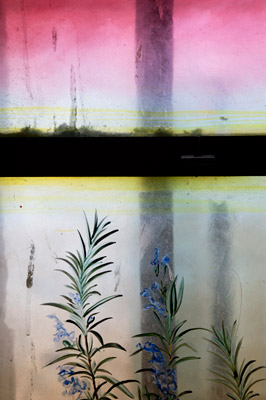
Timeless 2012 Once, Still and Forever